# 出田敬三
出田 敬三（いでた けいぞう、1955年7月23日 - ）は、日本の作曲家・指揮者。平成音楽大学前学長。

## 概要
1955年7月23日、熊本県上益城郡御船町生まれ。
少年時代に聴いたウィーン少年合唱団の歌声に感動し、音楽の道を志す。
国立音楽大学附属高等学校を経て、国立音楽大学作曲科を卒業。
東京では、芸術性の高い音楽の勉強は学校で、大衆的な音楽の勉強はクラブ・キャバレーでの演奏活動や芸能界での編曲仕事などを通じてと、「人を喜ばせる、楽しませる」という音楽の原点を多面的に学んだ。
そののちオーストリア・ウィーンに留学、1984年にはウィーン国立音楽大学作曲科を卒業、ウィーン市立音楽院（現ウィーン私立音楽芸術大学）指揮科を修了した。
当地では、音大生優待料金でオペラを毎日2本観るなど、芸術性の高い本物の音楽を身近に取り込んだ。
作曲を高田三郎・エーリヒ・ウルバンナーに、指揮をゲンナジー・ロジェストヴェンスキー、ペーター・シュヴァルツに、合唱指揮をギュンター・トイリングに、トランペットを北村源三に、それぞれ師事した。
帰国後、熊本音楽短期大学の教授・副学長を歴任、2001年に行われた同短大から4年制の平成音楽大学への改組を機に学長に就任。
2005年には同学の運営法人である学校法人御船学園の理事長にも就任した（2021年に退任）。
音楽とは「その時々を生きている人間の喜怒哀楽などの感情を音に乗せて表現すること」とし、西洋音楽の模倣だけではなく、各地域文化の融合や伝統音楽と最新手法とのコラボレーションといった「新しい独自の音楽」を模索・創造・発信していくことが、これからの日本の音楽教育において大切であると考えている。
指導面では「礼儀・挨拶・感謝」「音楽の楽しさ」「日々努力」「何事にも対応できる適応力」といったことに心がけ、大学の運営面では「熊本地震で受けた被害から復旧・復興・設備拡充」「少人数教育」「資格取得重視」「演奏会、海外視察などのイベントの充実」などに注力している。
2020年秋には、教育分野での貢献などに関し、藍綬褒章を受章した。
音楽家としては、熊本音楽短期大学「ニューヨーク・カーネギーホール公演」（1997年、作曲、音楽監督、指揮）、交響詩曲「伊東マンショ〜時を超える祈り〜」イタリア公演（2017年、ローマのサン・ジョバンニ・イン・ラテラノ大聖堂）など日本内外での公演活動、クラシック音楽に留まらないジャンルを超えた作曲活動、地元熊本を題材した作品制作など、幅広く行っている。
座右の銘は「日々努力、生涯現役」。

## 主な作曲作品
- 行進曲「カーニバル」 - 1982年度第9回笹川賞創作曲コンクール吹奏楽部門3位。
- 「熊本民謡によるパラフレーズ」 - 1988年[4][6]。
- 歌劇「細川ガラシア」 - ヴィンチェンツォ・チマッティ作曲の原曲を編曲、序曲・アリア・アンサンブル・終曲などを新たに作曲。1989年初演。[10]
- 交響詩曲「火の国」 - 1991年[4][6]。
- 「ユア ハンド・マイハート」- 1993年、熊本県立劇場主催「こころコンサート」テーマ曲、NHK「みんなのうた」で放映[11][12]。
- オペラ「おてものバッテン嫁入り」 - 1996年初演[13]。
- 「FUSION（融合）」 - 1996年[4][6]。
- ピアノ協奏曲「カプリチオ」 - 1997年にポーランド国立クラクフ室内管弦楽団（英語版）演奏でCD発売[6]。
- 歌謡曲「おもいで宝箱」 - 歌：島津亜矢、NHK熊本放送局開局75周年記念曲、2003年発売[14]。
- オペラ「南風吹けば楠若葉」 - 2007年初演[15]。
- ファゴット協奏曲「さくら幻想曲（ファンタジー）」 - 欧州文化首都音楽祭で2009年初演、ウィーン楽友協会大ホールで2013年再演[2][11]。
- 交響詩曲「伊東マンショ〜時を超える祈り〜」 - 2015年初演、ローマのサン・ジョバンニ・イン・ラテラノ大聖堂で2017年再演[16][17]。
- ブロックフルートとファゴットのための「日本・熊本民謡による幻想曲」 - オーストリア・リンツで2017年初演[2]。
- マリンバとオーケストラのための協奏曲「祈り」 - 2017年初演[18]。
- ミュージカル「砂浜のエレジー」 - 2019年初演[19]。
- その他、現代音楽、式典テーマソング、童謡、校歌など[5][20]。

## 受賞歴
- 1982年度第9回笹川賞創作曲コンクール吹奏楽部門3位入賞 - 日本国民音楽振興財団主催[6][21]。
- くまもと県民文化賞特別賞 - 1997年[22]。
- 熊本県文化懇話会新人賞 - 1998年[23]。
- 熊本県文化懇話会賞 - 2013年[23]。
- 藍綬褒章 - 2020年秋[8][9]。

## 役職
- 平成音楽大学 学長[2]。
- 全国音楽療法士養成協議会 会長[24]。
- 熊本県私立大学協会 会長[1]。
- 熊本オペラ芸術協会 会長[19]。

## 家族・親族
- 父：出田憲二 - 音楽家、作曲家、学校法人御船学園名誉理事長、2010年没。[25][26]。
- 長女：出田りあ - マリンバ奏者、平成音楽大学客員教授、ドイツ在住[5][27]。
- 義兄：亀井隆一郎 - 舞踊家、バレエ演出家、九州バレエ学校校長、2004年没[28]。